# ぼくの最後の恋人
『ぼくの最後の恋人』（ぼくのさいごのこいびと、原題：千杯不醉、Drink Drank Drunk）は、2005年製作の香港のロマンティック・コメディ映画。日本劇場未公開。

## 出演
- ダニエル・ウー
- ミリアム・ヨン
- アレックス・フォン
- テレンス・イン
- 銭嘉楽
- ヴィンセント・コク
- エラ・クーン
- レネイ・ダイ
- トビー・リョン
- エリス・リャオ
- ソフィア・フー
- 杜詩娜